# オレンジとレモン

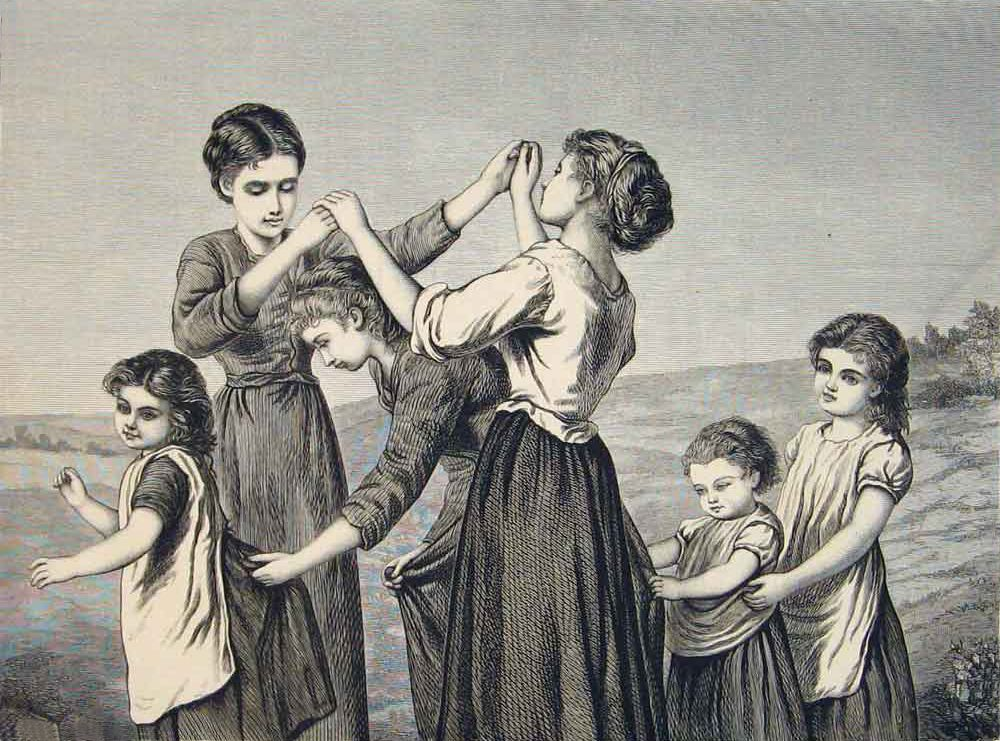
「オレンジとレモン」の遊び方

オレンジとレモン（原題：Oranges and Lemons）は、イギリスを中心とした英語圏の童謡であるマザー・グースの1篇で、「ロンドン橋落ちた」のように2人がアーチを作りその下を他の子供がくぐり抜ける遊び唄。

## 唄の概要
ロンドンの鐘づくしの唄で、イギリスでは特に好んで歌われていて、そのメロディーは長い間、BBC（英国放送協会）のインターバル・シグナルにも用いられていた。さまざまな版があり、多いものでは16の鐘が登場する唄があるが、6つの鐘が登場する唄が一般的である。

## 歌詞
（英語原詞・日本語訳）
Oranges and Lemons 

Oranges and lemons,

Say the bells of St. Clement's.

You owe me five farthings,

Say the bells of St. Martin's.

When will you pay me?

Say the bells of Old Bailey.

When I grow rich,

Say the bells of Shoreditch.

When will that be?

Say the bells of Stepney.

I'm sure I don't know,

Says the great bell at Bow.

Here comes a candle to light you to bed,

Here comes a chopper to chop off your head.
「オレンジとレモン」

オレンジとレモン、と

セント・クレメントの鐘が鳴るよ

お前にゃ5ファージングの貸しがある、と

セント・マーチンの鐘が鳴るよ

いつ返してくれんだよ、と

オールド・ベイリーの鐘が鳴るよ

お金持ちになったらね、と

ショーディッチの鐘が鳴るよ

それ　いつなのさ、と

ステプニィの鐘が鳴るよ

さあ知らねえよ、と

ボウのおっきな鐘が鳴るよ

お前をベッドに案内するローソクが来たぞ

お前の首をチョン切りに首切り役人が来たぞ

## 起源についての説

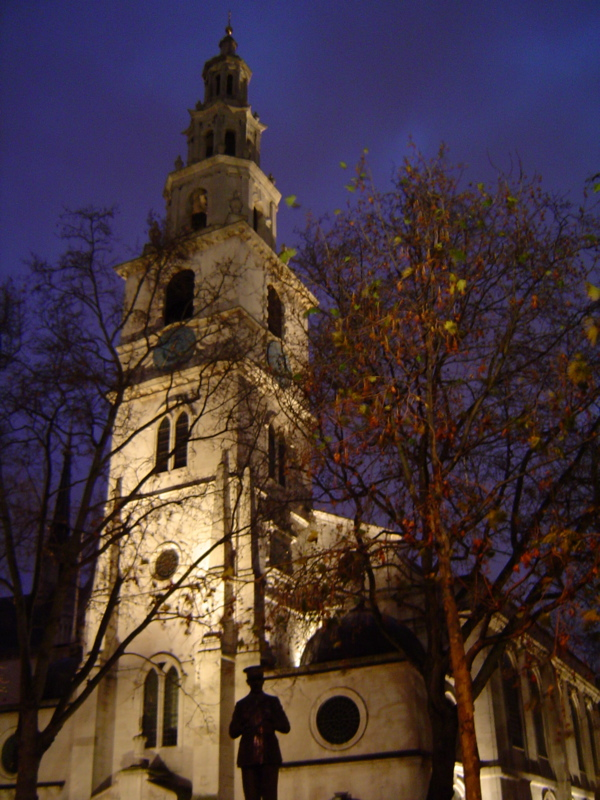
ストランドのセント・クレメント・デーンズ教会（ロンドン）。1日に4回、「オレンジとレモン」のメロディーの鐘を鳴らしている。

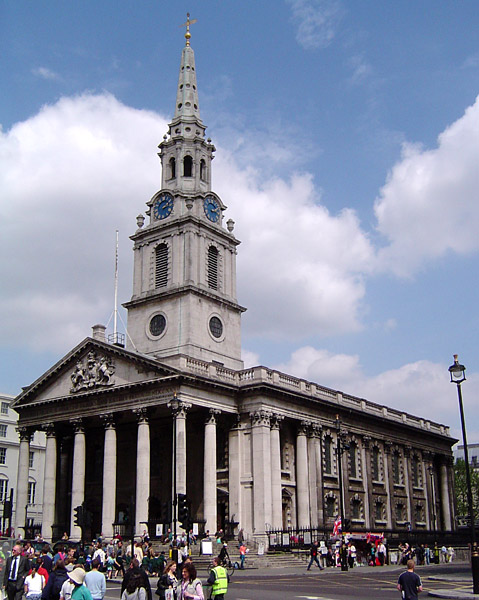
セント・マーチン・イン・ザ・フィールド教会（ロンドン）。コックニー（ロンドンなまりを話す下町のロンドンっ子）たちが毎年10月初めに収穫感謝祭の特別礼拝を行っている。

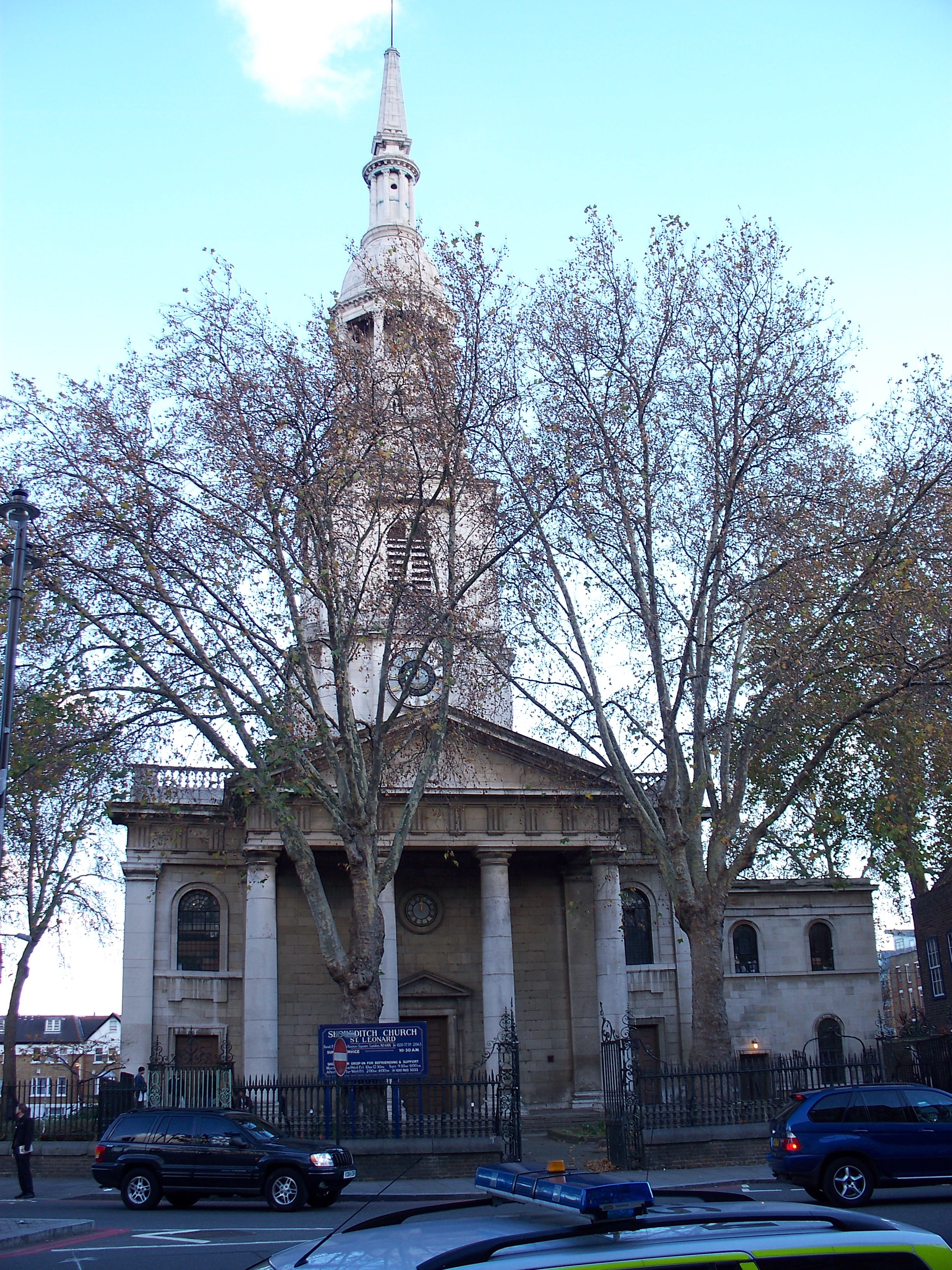
ショーディッチ教会（ロンドン）。唄に由来する教会であることを示すかのように、郵便受けに「オレンジとレモン」と書かれている。

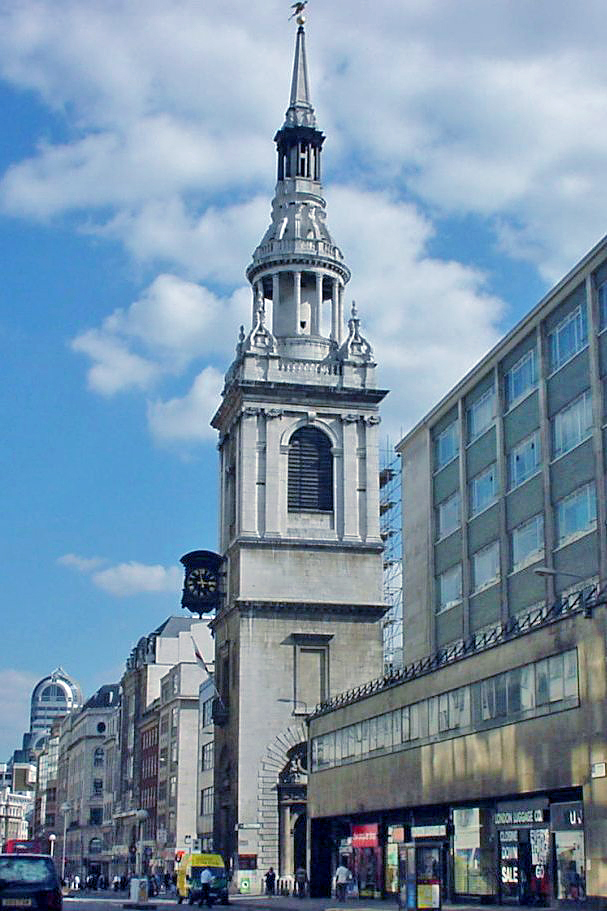
セント・メアリー・ル・ボウ教会（ロンドン）。「さあ知らねえよ」と鐘を鳴らすボウの教会。生粋のコックニーとは、元々この教会の鐘の音が聞こえる範囲内で生まれた人のことを指す。

唄の歌詞の意味やその成り立ちについて、斬首の処刑が公開されていた頃、死刑執行の合図に鐘が鳴らされていたことが、借金を返せずに首を切られるという詩に結び付いたという説がある。

## 唄に登場する教会
1. ↑  セント・クレメントの鐘の教会として、ロンドン橋のたもとにあるイーストチープ (Eastcheap) のセント・クレメント教会と、ストランド (Strand) のセント・クレメント・デーンズ教会がそれぞれ名乗りを上げている。
2. ↑  セント・マーチン教会の候補の1つとして、トラファルガー広場の東北の角に面しているセント・マーチン・イン・ザ・フィールド (St.Martin-in-the-Fields) 教会が挙げられている。
3. ↑  オールド・ベイリーは中央刑事裁判所の通称。中央刑事裁判所には鐘はなく、道路を挟んだ反対側にあるセント・セパルカー教会の鐘のようである。
4. ↑  ショーディッチ教会は、シティの外側にあるショーディッチ地区の教会。
5. ↑  ステプニー教会は現存せず、現在はセント・ダンスタンズ教会となっている。
6. ↑  ボウ教会の正式名称は、セント・メアリー・ル・ボウ (St.Mary-le-Bow) 教会。

## 引用作品
最終節の首をチョン切るという歌詞のために、ミステリー小説・推理小説、同趣向の漫画作品や映画の題材とされる場合が多い。以下に年代順に引用例を挙げる。
- グラディス・ミッチェル著『Here Comes a Chopper』（1946年）

作品中、首を切り落とされた死体を扱っているのに合わせて、詩の最終節がタイトルに用いられている。
- ジョージ・オーウェル著『1984年』（1949年）

作品中に登場する人物が子供の頃に歌った童謡として最初の節と最終節を引用し、途中の歌詞は忘れてしまったと説明している。
- フレドリック・ブラウン著『手斧が首を切りにきた』(Here Comes a Candle)（1950年）

主人公は3歳半のとき、イギリス人のおじからこの童謡を教わり、それ以来ローソクを持った手がドアを開け手斧（ておの）でおそいかかられる夢にうなされるようになる。さらに6歳のとき、夢にうなされて目覚めて外に飛び出したところを警官に保護され、父親が出かけた映画館に連れられて行ったところ、そこで強盗をはたらいた父親が目の前で射殺されるところを目撃し、以後、ローソクの灯りと手斧がトラウマになる。
- 萩尾望都著『ポーの一族』（1972年 - 1976年）中の1篇「ピカデリー7時」（1975年）

ロンドンのピカデリーサーカス近辺を舞台に殺人事件とその謎解きを扱ったミステリー風味の漫画作品。詩はロンドンらしさを演出するために引用されているもので、ストーリーには直接関係はない。また、上記の他の作品とは異なり最終節は引用されていない。
- アメリカ映画『クローゼット・ランド』（1991年）

逮捕された主人公の女性絵本作家に、尋問管が尋問するときに唄を不気味に口ずさみ、彼女に恐怖を与えていた。
- 藤田和日郎著『からくりサーカス』（1997年 - 2006年）